# Bartramia gathica
Bartramia gathica är en bladmossart som beskrevs av Jules Cardot och Potier de la Varde 1923. Bartramia gathica ingår i släktet äppelmossor, och familjen Bartramiaceae. Inga underarter finns listade i Catalogue of Life.